# Laura (single van André Moss)
Laura is een single van de saxofonist André Moss uit 1976. Het is een instrumentaal nummer dat werd geschreven en geproduceerd door Jack de Nijs. Op de B-kant staat het nummer El torero.
Anders dan zijn vier vorige singles, wist Moss met Laura niet verder te komen dan de Tipparade en de Tip 30. Zijn album Laura, waar beide nummers ook op te horen zijn, kwam nog wel in de hitlijsten terecht. Ook hierna bracht hij nog verschillende singles uit. Succes bleef echter ook in de jaren erna uit.